# Ursvik IK

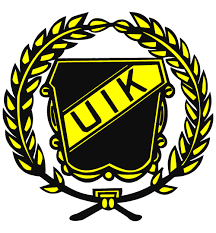
Ursvik IK logga

Ursvik IK är en fotbollsklubb i Sundbybergs kommun i Stockholms län i Sverige. Klubben grundades 1930 och har sedan dess varit en etablerad fotbollsföreningarna i kommunen.

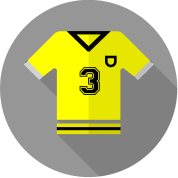
Ursvik IK:s fotbollströja

Klubben har en omfattande verksamhet med över 1 200 aktiva spelare i åldrarna 5–70 år. Ursvik IK har också ett antal ungdomslag, damlag och herrlag. Damerna spelar säsongen 2025 i Division 2 och herrarna i Division 5 Stockholm norra
En av klubbens mest framgångsrika spelare är Adhavan Rajamohan, som spelade för Ursvik fram till 17 års ålder innan han gick vidare till AIK. Rajamohan har sedan dess spelat i flera högre divisioner och har bland annat representerat Degerfors IF.
Ursvik IK har en stark lokal förankring och har genom åren haft stor betydelse för fotbollssporten i Sundbyberg och dess omgivningar. Klubben är också känd för sin tro på unga spelare och deras utveckling. Ursvik IK är en ideell organisation som drivs av frivilliga krafter.
År 2024 lyckades Ursvik nå finalen i Stockholm cup där man föll mot FoC Farsta genom ett straffdrama. Klubben lyckades under resan slå två division 3-lag i kvarts- och semifinalen. Laget från Sundbyberg bestod av stor majoritet av egna produkter som slagit igenom från ungdomsverksamheten.
Klubben spelar sina hemmamatcher på Ursviks IP, som är en sportanläggning i Lilla Ursvik. Ursviks hemmaställ består av en gul tröja och svarta shorts.